# Wydział Studiów Międzynarodowych i Politologicznych Uniwersytetu Łódzkiego
Wydział Studiów Międzynarodowych i Politologicznych Uniwersytetu Łódzkiego – wydział Uniwersytetu Łódzkiego.
Wydział rozpoczął działalność 1 września 2000. Specyfika badań prowadzonych na wydziale polega na ich interdyscyplinarności oraz internacjonalizacji. Interdyscyplinarność badawcza wydziału polega na łączeniu różnych dyscyplin badawczych zajmujących się studiami międzynarodowymi i nauce o polityce. Studia te łączą w sobie dorobek nauk humanistycznych, nauk społeczno-ekonomicznych w tym marketingu i zarządzania oraz szeroko rozumianej dyscypliny nauki o polityce. Dużą rolę odgrywają tutaj międzynarodowe studia kulturowe odnoszące się do różnych obszarów geograficznych całego świata oraz do wybranych aspektów międzynarodowej analizy określonych zjawisk.

## Biblioteka WSMiP
Biblioteka Wydziału Studiów Międzynarodowych i Politologicznych, podlegająca pod Bibliotekę Uniwersytetu Łódzkiego, została powołana 1 stycznia 2009 zarządzeniem Rektora UŁ nr 48 (z 18 grudnia 2008). W skład nowo powołanej biblioteki weszły księgozbiory następujących jednostek:
- Biblioteki Katedry Studiów Transatlantyckich i Mediów Masowych,
- Biblioteki Katedry Badań Niemcoznawczych,
- Instytutu Studiów Politologicznych,
- Katedry Bliskiego Wschodu i Północnej Afryki,
- Zakładu Studiów Brytyjskich i Krajów Wspólnoty Brytyjskiej,
- Ośrodka Badań i Studiów Francuskich.

Ogółem Biblioteka WSMiP posiada około 14 000 woluminów druków zwartych, około 1000 woluminów czasopism oraz około 1100 jednostek inwentarzowych zbiorów specjalnych (głównie prac magisterskich i filmów dokumentalnych o tematyce kanadyjskiej).

## Struktura wydziału
- Instytut Studiów Międzynarodowych:
  - Katedra Bliskiego Wschodu i Północnej Afryki
  - Katedra Europy Środkowej i Wschodniej
  - Katedra Marketingu Międzynarodowego i Dystrybucji
  - Katedra Studiów Transatlantyckich i Mediów Masowych
- Pracownia Informacyjno-Badawcza Studiów Kanadyjskich
  - Katedra Studiów Brytyjskich i Krajów Wspólnoty Brytyjskiej
- Pracownia Informacyjno-Badawcza „Studia Australijskie”
  - Zakład Studiów Latynoamerykańskich
  - Zakład Azji Wschodniej
- Instytut Studiów Politologicznych
  - Katedra Teorii Polityki Zagranicznej i Bezpieczeństwa
  - Katedra Systemów Politycznych
  - Katedra Teorii Polityki i Myśli Politycznej
- Jednostki pozainstytutowe
  - Ośrodek Naukowo-Badawczy Problematyki Kobiet
- Międzywydziałowe Indywidualne Studia Humanistyczne
- Biblioteka Wydziału Studiów Międzynarodowych i Politologicznych

## Władze wydziału
- Dziekan Wydziału Studiów Międzynarodowych i Politologicznych – dr hab. Ryszard Machnikowski, prof. UŁ
- Prodziekan ds. Nauki i Współpracy z Zagranicą – dr hab. Katarzyna Dośpiał-Borysiak
- Prodziekan ds. Studenckich – dr Agata Włodarska-Frykowska
- Prodziekan ds. Nauczania - dr hab. Andrzej Dubicki, prof. UŁ